# سوئن الفره ینسن
سوئن الفره ینسن (دانمارکی: Søren Alfred Jensen; ۲۲ مهٔ ۱۸۹۱ – ۱۶ مهٔ ۱۹۷۸) ژیمناست هنری اهل دانمارک بود.